# Morti nel 1602
| Questa pagina contiene informazioni ricavate automaticamente dalle voci biografiche con l'ausilio del template Bio e di un bot. L'aggiornamento è periodico e automatico e ricostruisce completamente la pagina. Se manca una persona in questa lista, sei pregato di non aggiungerla, ma accertati piuttosto che la sua voce biografica contenga il template Bio e che i dati anagrafici siano correttamente compilati. Se il template Bio manca, inseriscilo tu stesso o, in alternativa, metti l'avviso {{tmp\|Bio}} che ne segnala la mancanza. Se i dati riportati sono sbagliati, correggi direttamente la voce biografica; le modifiche saranno visibili in questa lista entro pochi giorni. Per chiarimenti vedi il progetto biografie. La lista contiene solo le 84 persone che sono citate nell'enciclopedia e per le quali è stato implementato correttamente il template Bio. Pagina aggiornata al 26 giu 2025. |

## Gennaio(1)
- 30 gennaio - Francesco Guami, compositore e trombonista italiano

## Febbraio(4)
- 2 febbraio - Cesare Costa, arcivescovo cattolico, diplomatico e giurista italiano (n. 1530)
- 19 febbraio - Filippo Emanuele di Lorena, duca francese (n. 1558)
- 23 febbraio - Agostino Carracci, pittore e incisore italiano (n. 1557)
- 25 febbraio - Aurelio Gatti, pittore italiano (n. 1556)

## Marzo(4)
- 11 marzo - Emilio de' Cavalieri, compositore e organista italiano (n. 1550)
- 12 marzo - Filippo IV di Nassau-Weilburg, nobile tedesco (n. 1542)
- 24 marzo - Ii Naomasa, generale giapponese (n. 1561)
- 29 marzo - Giovanni Antonio Summonte, storico, politico e mercante italiano

## Aprile(9)
- 1º aprile - Pietro Faccini, pittore italiano
- 3 aprile - Filippino de' Medici, nobile italiano (n. 1598)
- 3 aprile - Simone Pietro Simoni, filosofo italiano (n. 1532)
- 6 aprile - Celio Magno, poeta italiano (n. 1536)
- 7 aprile - Antonio Beffa Negrini, scrittore, poeta e storico italiano (n. 1532)
- 12 aprile - Nicolaus Reusner, giurista e editore tedesco (n. 1545)
- 16 aprile - Anton Maria Salviati, cardinale e vescovo italiano (n. 1537)
- 18 aprile - Andrés Hibernón, religioso spagnolo (n. 1534)
- 21 aprile - Alberto Gondi, nobile, militare e diplomatico francese (n. 1522)

## Maggio(6)
- 1º maggio - Ippolita d'Este, nobildonna italiana (n. 1565)
- 3 maggio - Vincenzo Littara, poeta, storico e predicatore italiano (n. 1550)
- 7 maggio - Alessandro Luzzago, teologo, filosofo e educatore italiano (n. 1551)
- 8 maggio - Eugenio Camuzzi, vescovo cattolico italiano
- 9 maggio - Giulio Antonio Santori, cardinale italiano (n. 1532)
- 22 maggio - Renata di Lorena, nobile francese (n. 1544)

## Giugno(1)
- 9 giugno - Maeda Gen'i, militare giapponese (n. 1539)

## Luglio(5)
- 4 luglio - Anna di Meclemburgo, nobile tedesca (n. 1533)
- 7 luglio - Federico Guglielmo I di Sassonia-Weimar, duca (n. 1562)
- 21 luglio - Ermete Cavalletti, funzionario italiano
- 29 luglio - Teotonio di Braganza, arcivescovo cattolico portoghese (n. 1530)
- 31 luglio - Carlo di Gontaut, nobile francese (n. 1562)

## Agosto(3)
- 3 agosto - Mudzaffar Shah III di Kedah, sovrano malese
- 11 agosto - Sebastiano Vini, pittore italiano
- 23 agosto - Sebastiano Filippi, pittore italiano

## Settembre(7)
- 3 settembre - Giacomo Della Porta, architetto e scultore italiano (n. 1532)
- 7 settembre - Federico II Pico della Mirandola, nobile italiano (n. 1564)
- 10 settembre - Hugh Roe O'Donnell, militare irlandese (n. 1572)
- 14 settembre - Jean Passerat, umanista e poeta francese (n. 1534)
- 25 settembre - Kaspar Peucer, medico, matematico e astronomo tedesco (n. 1525)
- 27 settembre - Guy Eder de La Fontenelle, nobile e militare francese (n. 1573)
- 30 settembre - Caterina di Brandeburgo-Küstrin, nobile tedesca (n. 1549)

## Ottobre(6)
- 2 ottobre - Ijuin Tadazane, militare giapponese (n. 1576)
- 13 ottobre - François du Jon, teologo olandese (n. 1545)
- 14 ottobre - Matsuura Hisanobu, militare giapponese (n. 1571)
- 16 ottobre - Eugenio de Salazar, scrittore e esploratore spagnolo (n. 1530)
- 21 ottobre - Edvige di Brandeburgo, nobile tedesco (n. 1540)
- 30 ottobre - Jean-Jacques Boissard, antiquario, poeta e storico francese (n. 1528)

## Novembre(7)
- 15 novembre - Vittorio Zonca, inventore italiano (n. 1568)
- 20 novembre - Muzio Muzii, storico e poeta italiano (n. 1535)
- 22 novembre - Toussaint Dubreuil, pittore francese (n. 1561)
- 23 novembre - Agnese di Solms-Laubach, nobile tedesca (n. 1578)
- 23 novembre - Cristoforo Canal, politico italiano (n. 1562)
- 29 novembre - Anthony Holborne, compositore inglese
- 30 novembre - Tachibana Ginchiyo, militare giapponese (n. 1569)

## Dicembre(3)
- 1º dicembre - Kobayakawa Hideaki, militare giapponese (n. 1582)
- 13 dicembre - Vittoria Farnese, nobile italiana (n. 1521)
- 29 dicembre - Jacopo Corsi, compositore italiano (n. 1561)

## Senza giorno specificato(28)
- Abu l-Fadl 'Allami, politico e storico indiano (n. 1511)
- Andrea Ardinghelli, banchiere italiano (n. 1531)
- Solomon Ashkenazi, medico e imprenditore ottomano
- Gabriele Bombasi, letterato e collezionista d'arte italiano (n. 1531)
- Camillo Caetani, patriarca cattolico, diplomatico e nobile italiano (n. 1552)
- Baptiste Androuet du Cerceau, architetto francese (n. 1544)
- Claude Fauchet, storico francese (n. 1530)
- Juan de Fuca, navigatore e esploratore greco (n. 1536)
- Matteo Gentili, medico e filosofo italiano (n. 1517)
- Kanijeli Siyavuş Pascià, politico ottomano
- Li Zhi, filosofo, scrittore e storico cinese (n. 1527)
- Giorgio Marescotti, editore e tipografo italiano
- Domenico Mona, pittore italiano (n. 1550)
- Thomas Morley, compositore, organista e editore inglese
- Aert Mytens, pittore fiammingo (n. 1541)
- Antonio Numai, scrittore e umanista italiano
- Oda Ujiharu, militare giapponese (n. 1534)
- Lelio Pellegrini, letterato e filosofo italiano (n. 1551)
- Jane Small, modella inglese
- William Perkins, predicatore e teologo inglese (n. 1558)
- Antonio Ponzano, pittore italiano
- Frances Radclyffe, nobildonna inglese (n. 1551)
- Valerio Rosso, medico e filosofo italiano (n. 1572)
- Sokulluzade Hasan Pascià, militare ottomano
- Sebastião Rodrigues Soromenho, esploratore e cartografo portoghese (n. 1560)
- Peder Sørensen, medico e alchimista danese (n. 1542)
- Thomas West, II barone De La Warr, nobile inglese (n. 1556)
- Jan Łasicki, storico e teologo polacco (n. 1534)